# 西环中街街道
西环中街街道，是中华人民共和国河北省沧州市运河区下辖的一个乡镇级行政单位。

## 行政区划
西环中街街道下辖以下地区：
曙光街社区、西环中街社区、新桥街社区、解放西路社区、钟楼街社区、朝阳西街社区、光荣路社区、通翔园社区、万泰社区、一城枫景社区和颐和文园社区。